# 加登鎮區 (密歇根州)
加登鎮區（英語：Garden Township）是位於美國密歇根州德爾塔縣的一個行政鎮區。

## 地方資料
加登鎮區的面積為477.60平方千米，當中陸地面積為414.20平方千米，而水域面積為63.40平方千米。根據2020年美國人口普查的數據，當地共有人口772人，而人口密度為每平方千米1.62人。